# Playa de los Muertos (Honduras)
La Playa de los Muertos es un importante sitio arqueológico que  se encuentra en la zona norte de Honduras, en el valle del río Ulúa. Se ubica específicamente en la zona central del Departamento de Cortés, a unos 23 kilómetros al sureste de la Ciudad de San Pedro Sula. 

## Historia
Tiene una historia continua que se remonta tempranamente al pasado como cualquier sociedad sedentaria documentada en Mesoamérica. Los arqueólogos han identificado una fuerte influencia azteca y maya  en los primeros habitantes de Playa de los Muertos, sin embargo, se considera una cultura distinta. 
Uno de los datos más sobresalientes de "Playa de los Muertos" es el descubrimiento en el año de 1931 de restos óseos humanos con implantes dentales finamente elaborados a partir de las partes sólidas de moluscos, representando una de las evidencias más antiguas de tecnología de implantes dentales en el mundo.
Playa de los muertos se asocia a la sociedad del periodo denominado "Formativo Medio" (900 a. C. -300 a. C.) teniendo una historia continuada que data de una época tan temprana como la de cualquier sociedad sedentaria de las que ya han sido documentadas en Mesoamérica. El sitio ha sido notable por sus figurillas de cerámica finamente hechas, excavadas por Dorothy Popenoe (Dorothy Kate Hughes) y Gregory Mason. Los arqueólogos creen que las personas de Playa de los Muertos probablemente participaron en redes comerciales de larga distancia con Guatemala y hasta los centros de la cultura olmeca de la Costa del Golfo de México.

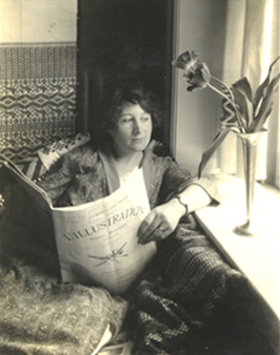
Dorothy Popenoe